# Association internationale des barmen
Ne doit pas être confondu avec Association internationale du barreau.
Pour les articles homonymes, voir IBA.
L'Association internationale des barmen,, (anglais : International Bartenders Association), abrégée IBA, est une organisation internationale créée pour représenter les meilleurs, ou réputés comme tels, barmen au monde. Elle fut fondée le 24 février 1951 dans le bar du Grand Hotel de Torquay, en Angleterre.
Elle organise notamment le World Cocktail Championship (WCC), un concours du meilleur cocktail, et la World Flairtending Competition (WFC), une compétition de jonglerie de bar. Tous deux  se déroulent chaque année dans un lieu différent. Ainsi, en 2006, le 32e WCC et la 7e WFC furent organisés les 6  et 7 octobre dans la Chalcidique, en Grèce, au Meliton Porto Carras Hotel. 
L'IBA recense aussi une liste officielle de cocktails qui utilisent pour mesure les centilitres (cl) plutôt que les millilitres (ml) habituellement utilisés.